# Monilea
Monilea là một chi ốc biển, là động vật thân mềm chân bụng sống ở biển trong họ Trochidae, họ ốc đụn.

## Các loài
Các loài trong chi Monilea gồm có:
- Monilea belcheri (Philippi, 1849)
- Monilea callifera (Lamarck, 1822)
- Monilea cocoa Okutani, 2001[2]
- Monilea goudoti (P. Fisher, 1878)[3]
- Monilea nucleus (Philippi, 1849)[4]
- Monilea pantanellii (Caramagna, 1888)[5]

The Indo-Pacific Molluscan Database also gồm cós the following names in current use 
- Monilea calyculus (Wood, 1828)
- Monilea celebensis Schepman, 1908
- Monilea chiliarches Melvill, 1910
- Monilea pudibunda Fischer, 1878
- Monilea rosea Tenison-Woods, 1876
- Monilea simulans Smith, 1899
- Monilea smithi (Wood, 1828 năm 1818-28)
- Monilea solanderi (Philippi, 1851)
- Monilea turbinata Tenison-Woods, 1877
- Monilea unicarinata (Fischer, 1879)

Species brought into synonymy
- Monilea obscura (Wood, 1828)[7]: synonym of Priotrochus obscurus (W. Wood, 1828)
- Monilea singaporensis Pilsbry, 1889: synonym of Minolia singaporensis (Pilsbry, 1889)